# Cornélie van Zanten
Wijntje Cornelia van Zanten (Dordrecht, 2 augustus 1855 – Den Haag, 10 januari 1946) was een Nederlands operazangeres, zangpedagoge en auteur. Van Zanten, die zowel mezzosopraan als alt zong, schreef haar naam ook als Cornélie of Cornelie en was bij intimi bekend als Corry of Kee van Zanten.

## Zangcarrière
Ze studeerde onder andere bij Henri Geul in Dordrecht, bij Carl Schneider aan het conservatorium van Keulen. Na daar in 1,5 jaar een driejarige studie te hebben afgerond vertrok ze naar Italië om Italiaans zingen te studeren aan het plaatselijk conservatorium en privé bij Francesco Lamperti in Milaan (winter) en Cernobbio (zomer). In september 1875 debuteerde ze in Turijn in de rol van Leonora in Donizetti's opera La Favorita. In 1879 vertrok ze naar Duitsland, waar ze verbonden was aan de opera van Breslau, Kassel (met Gustav Mahler als dirigent) en Hamburg (3 jaar). In deze jaren heeft zij ook enkele liederen gecomponeerd, waaronder "Mijn Moedertaal" (1881).
In 1885 werd ze gevraagd als lid van de American Opera Company bij het Metropolitan Opera in New York. Korte tijd later sloot ze zich aan bij het National Opera Company van Theodor Thomas en maakte in het seizoen 1886-1887 een grote tournee door Noord-Amerika tot in San Francisco aan toe. Glansrollen waren Orpheus in Glucks Orfeo ed Euridice en de titelrol uit Carmen van Bizet. Nadat dit operagezelschap failliet was gegaan, kwam ze terug naar Nederland. Ze sloot zich aan bij de Nederlandse Opera van Johannes George de Groot, Nederland (bij de Hollandsche Opera en de Nederlandse Opera). Vanuit Amsterdam maakte ze met het operagezelschap van Angelo Neumann een kunstreis Sint Petersburg en Moskou. Ze zong er onder meer in Wagners Der Ring des Nibelungen)..
Omdat haar stem aangetast was nam ze eerst rust in Wiesbaden om vervolgens een cursus bij professor Julius Stockhausen in Frankfurt am Main te volgen. Ze kon daarna weer aan de slag als concertzangeres en zanglerares; daarbij was koningin Carmen Sylva en twee van haar nichtjes verblijvende in Neuwied leerling. Er volgden nog enkele optredens aan de hoven in Duitsland. In 1895 beëindigde van Zanten definitief haar zangcarrière en aanvaardde een aanstelling als hoofdlerares solozang aan het conservatorium in Amsterdam. Onder haar leerlingen bevonden zich veel bekende zangers en zangeressen zoals Jo Vincent, Jos Tijssen, Julia Culp en Tilly Koenen. In de periode tussen 1891 en 1898 zong ze zes keer bij het Concertgebouworkest onder leiding van Daniël de Lange, Julius Röntgen, Emile von Brucken Fock (Seleneia) en Willem Mengelberg (Kroningscantate van Bernard Zweers).
Ze vertrok in 1903 naar Berlijn om daar een Meisterschule für Kunstgesang te leiden, maar keerde weer terug naar Nederland na het uitbreken van de Eerste Wereldoorlog in 1914 en ging in Den Haag wonen, waar ze actief bleef als zangpedagoge aan het Conservatorium aldaar (1914-1915) en een haar eigen muziekschool.

## Carrière als zangpedagoge
Haar grote kennis van de zangkunst en het menselijk stemorgaan legde van Zanten vast in een aantal boeken, die zowel in het Nederlands als in het Duits verschenen:
- 1899: Hoogere techniek der zang
- 1903: Leitfaden zum Kunstgesang
- 1911: Bel Canto des Wortes: Lehre der Stimmbeherschung durch das Wort, dat in 1918 een tweede druk beleefde (volgens Jo Vincent een standaardwerk)
- 1918: Het stemmen der stem
- 1925: Het stemwonder in den mensch (uitgeverij N. Veenstra).
- 1931: Das wohltemperierte Wort als Grundlage für Kunst und Frieden

Haar boek Bel Canto des Wortes: Lehre der Stimmbeherschung durch das Wort (1911) werd in die tijd beschouwd als een standaardwerk. In 1922 maakte ze zelfs een Polygoonfilm over de werking van het stemorgaan. In 1925 verscheen van haar het boekwerk Het stemwonder in den mensch (uitgeverij N. Veenstra). Haar zangstem is nimmer vastgelegd op geluidsdrager.

## Privéleven
Ze was een dochter van de vleeshouwer Izaak van Zanten en zijn vrouw Heiltje Rijshouwer. Ze bleef zelf ongehuwd. Ze woonde jarenlang aan het Anna Paulownaplein in Den Haag. Ze werd begraven op Nieuw Eykenduynen.

## Eerbetoon
In 1935 werd ze bij Koninklijk besluit benoemd tot officier in de Orde van Oranje-Nassau. Ze was tevens in het bezit van de eremedaille voor kunst en wetenschappen van de Huisorde van Oranje.
In Den Haag is in de wijk Loosduinen een straat naar haar vernoemd, de Cornelie van Zantenstraat.
- Biografisch Portaal: 38402045
- Digitale Bibliotheek voor de Nederlandse Letteren: zant012
- Gemeinsame Normdatei: 127274049
- International Standard Name Identifier: 0000 0000 1465 0267
- Library of Congress Control Number: no2024020952
- Virtual International Authority File: 74146151972005211476